# STRaND-1
STRaND-1 (acrónimo del inglés Surrey Training Research and Nanosatellite Demonstration-1, Nanosatélite de Entrenamiento e Investigación Surrey-1) es un 3U CubeSat, apodado como el primer satélite Smartphone del mundo. Ha sido desarrollado por el Centro Espacial Surrey (Universidad de Surrey) en colaboración con Surrey Satellite Technology Ltd (SSTL) y puesto en órbita mediante un cohete PSLV C-20 de India el 25 de febrero de 2013.

## Diseño y Operación
El Cubesat STRaND-1 construido por la compañía Surrey Satellite funciona mediante un sistema operativo Android. Es el primer phonesat del mundo.
El teléfono inteligente integrado en el cubesat proporciona cámaras, enlaces de radio, acelerómetros y procesadores de alto rendimiento, además de otras cosas, a excepción de los paneles solares y la propulsión. Durante la primera fase de la misión Strand-1, se utiliza una serie de aplicaciones experimentales para recoger datos, mientras que un procesador de alta velocidad basado en Linux desarrollado por el equipo cubesat SSC se encarga del satélite. Durante la segunda fase, el equipo de Strand espera usar el teléfono inteligente para realizar las operaciones de modificaciones de la órbita del satélite, lo que probará las capacidades de los componentes estándar de estos teléfonos inteligentes en un entorno espacial."
Hay un concurso público[¿cuándo?] para desarrollar aplicaciones que corran en el teléfono. La aplicación ganadora debe incluir una aplicación para medir el campo magnético, telemetría satellite telemetry, un captador de imágenes remotas de la Tierra earth imaging aplicación conocida como 360 App, así como una aplicación cuyo propósito es permitir a los usuarios ver gente gritando en el espacio.